# 秘境探検ファム&イーリー
『秘境探検 ファム＆イーリー RUIN・EXPLORER』（ひきょうたんけん ファムあんどイーリー）は田中久仁彦による日本の漫画作品。かつてホビージャパンから発行されていた月刊『RPGマガジン』（ゲームぎゃざの前身）で1992年より連載されていた。高度な魔法文明が崩壊してから数百年後の異世界を舞台に、古代文明の遺跡を探索する冒険者である遺跡探索者（RUIN・EXPLORER）の少女二人組を主人公としたファンタジーコミックである。
連作としていくつかのエピソードが存在するが、作者が遅筆なために休載や減ページ、下書き状態での雑誌掲載を繰り返した末に、未完のまま打ち切りとなった。初期のエピソードを「万能なる力」を巡るエピソードとしてまとめた上で、1995年にOVA化されている（後述）。
2010年、打ち切りから約10年を経て田中個人のサークルが発行する同人誌上で再始動。新作が掲載された。
また、2017年よりホビージャパンのウェブコミック配信サイト『コミックファイア』内で、田中久仁彦公式ネットマガジン「ONE VISIONS」が開設され、単行本1巻収録分をウェブ連載として公開している。新規カバーイラストおよび新作描き下ろしエピソードを収録した新装版が2019年に発売決定という告知がなされたが、2020年8月現在発売には至っていない。

## ストーリー
遥か昔、この世界で強大な魔法文明が発達した。だが、いつしかその力を奪い合う戦争が起き、ほとんどの文明が滅んでいった。時は流れ、人々が徐々に復興していく中に、遺跡に残る過去の力、すなわち、魔法と富を手に入れようとする者が現れた。張り巡らされた罠を乗り越え、跳梁するモンスターを退けて、命懸けで目的の物を手に入れようとする彼らを人々は嘲りと尊敬を込めてこう呼んだ。――RUIN EXPLORER。
万能なる力編
ファムとイーリーは何でも願いが叶うという万能なる力を手に入れるため、遺跡探索者（ルーイン・エクスプローラー）として旅を続けていた。ある日、旅商人のガルフから万能なる力の在処を示すという地図を手に入れた二人はさっそくその遺跡に足を踏み込む。しかし遺跡は地図にはないトラップだらけ。さらに二人の行く手を阻もうとラーシャとミゲルも動いていた。二人に出し抜かれて万能なる力であるという像を奪われたファムとイーリーは、その像が真の万能なる力を手に入れるための鍵だと知って追跡を再開する。妻に先立たれて失意の底にあった古の王が、再び国を栄えさせた万能なる力の秘密とは何か。
へべれけの宝編
ファムの貯金まで含めて路銀を全部で博打ですってしまったイーリー。仕方なく路銀稼ぎに酒場で働いていると、なんとか遺跡から脱出してきたラーシャとミゲルの二人組と遭遇する。一触即発の雰囲気となった二組だが、店主の仲裁により店主とミゲルの飲み比べで決着をつけることになる。イーリーの身柄とラーシャのストリップを賭けた勝負が白熱する中、店主とミゲルら酒豪二人の飲みっぷりはまったくの互角。そこでファムとラーシャは、どんな酒豪でも一発で酔ってしまう「酔える酒豪の宝」を手に入れるべく宝の祀られている遺跡へ乗り込むが、そこで待ち受けていた試練もまた飲み比べだった。
しっぽたちの午後編
一人遺跡探索へ向かったイーリー。宿屋で留守番をするファムだが、ついつい派手に水浴びをしたりして部屋を汚してしまい、イーリーに怒られないよう掃除をしつつものんびり過ごす。しかし窓から外に垂らしていた彼女のしっぽには猫がじゃれつき、噛みつかれ、腹が減ったと泣きつかれてしまう。しかたなく買い出しに出たファムだが、そこでもまた猫がしっぽに噛み付いてくる。しょんぼりしながら猫たちを引き連れて市場を歩くファムに、ふと声をかける人物が現れた。
全編サイレントで、台詞の一切ない短編。

### ルグドゥル編のあらすじ
サレイエムの地下都市編
度重なるイーリーとの喧嘩に嫌気が差していたファムは、たまたま出会ったラエルに一目惚れ、イーリーを放り出してついていってしまう。イーリーもまたファムを放って財宝が隠されているというサレイエムの地下都市遺跡を目指すが、遺跡にはラーシャとミゲル、ラエルとファム、そして遺跡に隠された召霊石を狙う邪神官ルグドゥルまでもが集まっていた。ルグドゥル一味との対決でラエルの素性を知ったイーリーは、まんまとルグドゥルに出し抜かれた事と、ルグドゥルが自身にかけられた呪いと同じ系統の術を扱っていた事で、ラエルに協力することを決める。
対決！ ファムVSラーシャ編
ルグドゥルを討つためレバルト王国へと船で出発するイーリーたち。しかし現状ではルグドゥルに勝ち目がないため、ミゲルに剣術、ラーシャに呪文の教えを請う。ラエルがこの船を手に入れるために王位継承の指輪すら手放したという事を聞かされたイーリーは、ルグドゥルが彼女の師匠と同系統の呪文を操っていたことから、自分が対抗する呪文を一つだけ覚えていることを明かす。一方、ファムとラーシャはラエルを巡って喧嘩をしてばかりだった。
暗き者の神殿編
ついにレバルト王国の都レグアノスにたどり着いたイーリー一行。召霊石を用いてルグドゥルが企んでいる計画の手掛かりを求めて、アーラ・カルワ城へと急ぐ。しかしそこにはルグドゥルの張り巡らせた罠が待ち構えていた。

## 主な登場人物
ファム
褐色の肌で耳が長くしっぽのある種族「ウィガン族」の少女。
文明の遅れたウィガン族の暮らしがイヤになって飛び出し、イーリーと共に遺跡探索者となる。ウィガン族の能力として精霊の力を呼び覚ましたり、動物や精霊たちと会話をすることが出来る。のんびりやで純真で騙されやすい性格。そのため精霊の力を破壊に用いる攻撃魔法を嫌っている。
物覚えがかなり悪いため、触れる端から罠を作動させるほど罠の解除技術に異常なほど乏しく、また、習い覚えたばかりの呪文を簡単に忘れてしまったりと、イーリーとは互いに足を引っ張り合っている。
ラエルを巡ってはラーシャともライバル関係にあり、自分の料理下手を棚に上げて、塩と砂糖をすり替える事でラーシャの料理を台無しにするなどの妨害工作に励む執念深さを持っており、そういった点では自分に呪いをかけた魔術師への復讐を目論むイーリーと似た者同士。
イーリー
長髪で頬に傷がある魔法剣士の少女。
イタズラが三度の飯より大好きという超イタズラ大好き娘。その尻拭いをさせられ続けた両親に愛想を尽かされ、魔術師の家に養子に出される形で勘当される。しかし懲りずにイタズラし放題だったために養父となった魔術師の怒りまで買い、魔法を使うとネズミとなる呪いをかけられた上に破門され、放浪の身となるが、自身はこの自業自得を招いた己を恥じてもおらず、それどころか両親や魔術師に対して一方的な悪感情を抱く厚顔無恥。呪いを解く方法を探して遺跡探索者となったが、見つかっているのはネズミから人間に戻ることが出来る貴重な飲み薬だけ。そのため魔法を使うことは滅多にないが、魔法の基礎知識はそれなりに持っており、初歩的な魔法も一通り使え、冒険の合間にファムへ魔法を教えている（概ねはファムの物覚えの悪さのせいで無駄に終わるが）。剣は魔法を使えないハンデを補うために使い始めたが、腕はまだ未熟。原作ではネズミになると動物と話せるファムとしか喋れないが、アニメ版ではネズミの姿でも喋ることができる。またファムの貯金を平気で使い込むなど、金遣いは相当荒い。
短気でガサツな性格が災いし初見で男と間違えられることが多いが、実は胸も豊かでグラマーである。また背丈もファム（ファムはライルの肩下ほどくらいしかない）より若干高いものの、それでも小柄で、人混みの中などでは埋もれてしまうほど。
原作では呪いが解けたら自分に呪いをかけた養父の魔術師に復讐するという、自分のイタズラ三昧を棚に上げた、逆恨みも甚だしい目論見を持っている（しかもその魔術師をクソジジイや悪たれ呼ばわりしている）。
ラーシャ
高飛車な女魔術師。遺跡探索者であり欲しいものはどんな手段を使ってでも手に入れる主義だが、詰めが甘く失敗することも多い。ネズミが大の苦手。ファム&イーリーとは腐れ縁で、各地の遺跡で出会う度に対立する。
実は料理が上手く、他にもルグドゥルに対抗するためとはいえイーリーに魔法の教師役を頼まれた際は、物覚えの悪いファムに文句を言いながらも根気よく指導を続けるなど、面倒見の良い一面もある。
ミゲル
ラーシャの相棒の凄腕剣士の青年。魔法は使えないが剣で切れる相手なら絶対に負けないという自信の持ち主で、事実ラーシャすら手に負えないようなドラゴンを一撃で両断している。そのためか軽装を好み、防具をほとんど着けていない。相棒であるラーシャに振り回され、貧乏くじを引くこともあるが、なんだかんだといって彼女に付き合っている。義理堅い性格でイーリーに頼まれた時は、きっちり彼女の稽古役も務めていた。かなりの酒豪。

### ルグドゥル編
ラエル
亡国レバルトの王子であり、リーアン王家最後の生き残り。自分の国と囚われた婚約者を取り戻す手段を求め、各地を旅していた。魔術の才能はないものの剣術に優れており、精霊王サーガスの宿る剣を帯びている。また目的のために王位継承の指輪を手放すなど思い切りが良い。美形で人当たりが優しいためファムとラーシャをメロメロにしてしまうが、本人はメリア一筋である。
ルグドゥル
ラエルの国を滅ぼした邪教の教主で絶大な魔力を持つ。元々は異端ではあっても穏健な宗教家だったのだが、国王（ラエルの父）に邪教と決め付けられ、ルグドゥルが異端とは知らなかった自分の妻子を惨殺されたことで、復讐のため力を求めるようになった。その復讐は人々へ「理由もわからず死んでいくという恐怖」を思い知らせるというもので、ラエルもなぜ彼が国を滅ぼさんとしたのか、大勢の罪なき人々を虐殺したのか、決着の時まで知らされていなかった。
アニメ版では、悲惨な暮らしをしている民を救うために禁断の魔法の封印を解き、力に乗っ取られて邪悪になったという設定になっている。
メリア
ラエルの婚約者の美少女。ルグドゥルに囚われ、魔法で下半身が蛇の異形とされてしまうが、すべてが終わり元の姿に戻り、ラエルと共に国の再建を目指す。
アニメ版では国が滅んだ際にルグドゥルに殺されているが、ラエルの記憶を読み取った精霊がその姿を借りてラエルに力を与える。
ガルフ
ラーシャに買収されてファム&イーリーに偽の地図を売りつけた悪徳行商人のヒゲオヤジ。原作では名もないチョイ役で、ラーシャたちを出し抜いて万能なる力を独り占めしようとしたため制裁として瓦礫の下敷きになり、ファム&イーリーに助けを求めるも放っておけば呪文も解けるため放置され、そのまま退場する。アニメ版では声優である大塚周夫の代表作のひとつである『チキチキマシン猛レース』のブラック魔王のオマージュ的キャラクターとして飼い犬のギルと共にメインキャラクターとなっている。

## 単行本
秘境探検ファム＆イーリー 1巻 ISBN 4894250365
1995年10月にホビージャパンコミックスとして発売。「1巻」となっているが連載途中で打ち切りとなったため、2巻の収録分に足りないために2巻以降は出ておらず、単行本未収録エピソードも存在する。また、初版にのみ発売が遅れたことに関するお詫びの文章が掲載されている。
秘境探検ファム＆イーリー スペシャル・プラス
1996年8月にRPGマガジン8月号別冊として発売。OVA版の誌上ロードショーと題しての全話ダイジェストや、OVA版設定資料などに加えて、万能なる力編および単行本未収録分も含めたルグドゥル編が全話収録されている。ただしへべれけの宝編およびしっぽたちの午後編は未収録。

## OVA
VHSとLDで全4巻（各巻1話ずつ収録）のOVAが1995年から1996年の間に発売。椎名へきる、山寺宏一など人気声優を起用し、アニメーションは亜細亜堂が制作するなど、かなり豪華なキャストとスタッフで製作されている。また、ドラマCDや各キャラクターのキャラクターソングも作られた。2003年5月23日には全4話(124分)をニュープリント・ニューマスター化し1枚にまとめて収録したDVD『秘境探検ファム&イーリー complete edition』が発売された。
DVDには、原作者田中久仁彦と監督・脚本担当のもりたけしとの対談の他、企画が満載された解説書を封入し、映像特典としてノンスーパーOP&ED、TVCM集、DVD発売告知PVが収録されている（ただし、VHS1巻の巻末に収録されていた特典映像「突撃! アフレコ探検隊」「松本梨香の『Magical Beat!』PV」が収録されていない）。
ストーリーはルグドゥル編に万能なる力編を加えて「万能なる力」を巡る一つのストーリーとして再構築したもので、最初の冒険で手に入れた「王家の証」像が本当に「万能なる力」へ至る鍵の一つとされ、原作ではラエルが当初より佩剣としていた「精霊サーガスの剣」がサレイエムの地下都市遺跡に隠された財宝となり、最後に「真実の鏡」を手に入れる船旅の最中に鏡を入手したルグドゥエルの襲撃を受け、三つの秘宝をそろえ「万能なる力」を手にせんとするルグドゥエルと決着をつけるためラエルの故郷レバルト王国へと向かうといった流れになっている。

### キャスト
- ファム - 椎名へきる
- イーリー - 根谷美智子
- ラーシャ - 松本梨香
- ミゲル - 山寺宏一
- ラエル - 緑川光
- メリア - 白鳥由里
- ガルフ - 大塚周夫
- ギル - 緒方賢一
- ウッディス - 花田光
- 老師 - 加藤精三
- 王妃 - 井上喜久子
- 宿屋の主 - 増谷康紀
- 老侍従 - 小野英昭
- 船員C・D - 柳沢栄治、塚田彰
- 精霊サーガス - 大友龍三郎
- ルグドゥル、ナレーション - 家弓家正

### スタッフ
- 製作 - 茂木隆、吉田稔、高橋豊
- 企画 - 渡辺繁、多田則彦、沢登昌樹
- プロデューサー - 松本健、金子重雄、池口和彦、寺田将人、頼経康史
- キャラクターデザイン - 海谷敏久
- 動画チェック - 岡英和、原鐵夫
- 美術監督 - 宮野隆→中村隆（第3・4話）
- 背景 - スタジオユニ
- 色彩設計 - 一瀬美代子
- 特効 - ビジュアルワークショップ
- 撮影監督 - 斉藤秋男
- 撮影 - エース・クリエーション
- 編集 - 森田編集室（高山智江子・森田清次）
- ラボ - 東京現像所
- タイトル - マキ・プロ
- 録音監督 - 鶴岡陽太
- 音響効果 - 今野康之（スワラプロ）
- 録音 - 松本能紀（スリーエススタジオ）
- 録音スタジオ - スリーエススタジオ、セントラル録音、東京テレビセンター、アバコスタジオ
- 音響制作 - アーツプロ（杉山好美）
- 音楽 - 天野正道
- 演奏 - ヴェルサイユ室内交響楽団
- 音楽制作 - 日本コロムビア
- 音楽プロデューサー - 金子重雄
- 宣伝担当 - 沖訓久（第1話）、宮井紫帆、大塚和則、牟田口透（第2-4話）
- アシスタントプロデューサー - 小池経利（第2・3話）
- 制作プロデューサー - 岡村雅裕
- 制作担当 - 松山竜一郎
- 制作協力 - 亜細亜堂
- 協力 - RPG MAGAZINE編集部、学研 アニメV編集部
- 制作 - アニメイトフィルム
- 製作 - バンダイビジュアル、日本コロムビア、ムービック
- 監督・脚本 - もりたけし

### 主題歌
オープニングテーマ「Magical Beat!」（最終話エンディングテーマ）
作詞 - 杜孟子 / 作曲・編曲 - 天野正道 / 歌 - 松本梨香
エンディングテーマ「Dear My self〜私だけのタイムカプセル」（第1-3話）
作詞 - 杜孟子 / 作曲・編曲 - 天野正道 / 歌 - 今野久美
イメージソング「永遠伝説」
作詞 - 岸田るみ子 / 作曲・編曲：天野正道 / 歌：今野久美

### キャラクターソング
「明日吹く風」
作詞 - 泉スフレ / 作曲・編曲 - 天野正道 / 歌 - 根谷美智子
「終わらないトキメキ」
作詞 - 世蓮 / 作曲・編曲 - 天野正道 / 歌 - 松本梨香
「きっとまた逢える」
作詞 - 前田耕一郎 / 作曲・編曲 - 天野正道 / 歌 - 白鳥由里
「恋のトラップ♥ラップ」
作詞 - 牟田口透 / 作曲・編曲 - 天野正道 / 歌 - 椎名へきる・根谷美智子
「しっぽに聞いて」
作詞 - 菊地成孔 / 作曲・編曲 - 天野正道 / 歌 - 椎名へきる
「千人と戦った男」
作詞 - 牟田口透 / 作曲・編曲 - 天野正道 / 歌 - 山寺宏一
「遠い約束」
作詞 - 岸田るみ子 / 作曲・編曲 - 天野正道 / 歌 - 緑川光

### 各話リスト
| 話数    | サブタイトル         | 脚本                 | 絵コンテ             | 演出       | 演出助手 | 作画監督                   | レイアウト        | 発売日         |
| ------- | -------------------- | -------------------- | -------------------- | ---------- | -------- | -------------------------- | ----------------- | -------------- |
| TURN：1 | 我が意のままに…      | もりたけし（ゴンゾ） | もりたけし（ゴンゾ） | 佐々木和宏 | -        | 海谷敏久 柳田義明          | 西村博之 柳田義明 | 1995年6月25日  |
| TURN：2 | 大気にあまねく精霊よ | もりたけし           | 西村博之             | 西村博之   | 矢野篤   | 海谷敏久 柳田義明          | 西村博之 柳田義明 | 1995年8月25日  |
| TURN：3 | 愚か者に戒めの光を   | もりたけし           | 西村博之             | 西村博之   | 矢野篤   | 海谷敏久 斉藤卓也 柳田義明 | 湯浅政明          | 1995年11月25日 |
| TURN：4 | 空や海や森や…        | もりたけし           | 西村博之             | 西村博之   | 矢野篤   | 海谷敏久 西村博之          | -                 | 1996年2月25日  |

## ノベライズ
OVAの監督・脚本を務めたもりたけしによるノベライズが朝日ソノラマのソノラマ文庫より発売された。全2巻。

## CD

### サウンドトラック
- 秘境探検ファム&イーリー 交響組曲1（1995年9月21日）
- 秘境探検ファム&イーリー 交響組曲2（1996年1月20日）

### ドラマCD
- 秘境探検ファム&イーリー ドラマ篇1〜パニックほりでぃ!イーリーの遺跡探索特訓講座（1995年7月21日）
- 秘境探検ファム&イーリー ドラマ篇2〜真実の鏡殺人事件?（1995年10月21日）
- 秘境探検ファム&イーリー ドラマ篇3〜西部探検ファム&イーリー お尋ね者に戒めの光を（1995年12月30日）
- 秘境探検ファム&イーリー ドラマ篇4（1996年2月21日）

### その他
- 秘境探検ファム&イーリー ソング・コレクション（1996年5月1日）

## TRPG
1993年にRPGマガジン別冊として発売された『秘境探検ファム&イーリー特別編』には、漫画本編（当時、単行本は未刊だった）やイラスト集と共に、山北篤により製作されたテーブルトークRPG（TRPG）のオリジナルルールが収録されていた（2015年現在は絶版）。
キャラクター
「体力」「運動」「知性」「感性」「カリスマ」の5種の能力値と「ヒットポイント」、そして各種技能によってキャラクターの特性を表現する。ただし、初期取得技能は「戦士」「魔法使い」「盗賊」「何でも屋」の4つのパターンから選択することでおおむね自動的に決定されるという擬似的なクラス制。
行為判定
行為判定は下方判定に属する。判定に使われる技能のレベルに等しい数の6面サイコロを振り、能力値から算定される「判定値」以下の出目が一個でもあれば成功となる。判定値以下の出目のサイコロの個数が「成功レベル」となり、その行為の達成度を示す。もし技能がない場合は6面サイコロ2個を振り、両方が判定値以下だった時のみ1レベル成功として扱われる。
魔法
魔法の呪文は、技能扱いで一つ一つ習得する必要がある。また呪文にはそれぞれ詠唱ラウンド数が設定されており、強力な呪文ほど時間をかけて詠唱しないと発動しない。これにより「弱いが詠唱時間の短い呪文」「強力だが詠唱時間の長い呪文」を使い分ける判断力が魔法使いに求められる（もっとも、用意された呪文は漫画本編中で使われたものだけなので、複雑な判断をするほどバリエーションはないのだが）。